# Ruch generała
Ruch generała – opowiadanie Jacka Dukaja z 2000 r.
Opowiadanie znalazło się w tomie opowiadań pt. W kraju niewiernych wydanym w 2000 roku. Ruch generała został przetłumaczony na język angielski, jednak do tej pory jego wersja angielska nie została wydana.
W 2001 roku opowiadanie zostało nominowane do nagrody im. Janusza A. Zajdla oraz do Srebrnego Globu

## Odbiór
W 2010 r. opowiadanie opublikowano w angielskim przekładzie w antologii A Polish Book of Monsters: Five Dark tales from Contemporary Poland) w tłumaczeniu Michaela Kandela. Antologia doczekała się szeregu recenzji; w niektórych recenzenci wypowiedzieli się na temat tego opowiadania Dukaja. Wodzyński w „The Cosmopolitan Review” pochwalił opowiadanie, nazywając je „prawdziwym ćwiczeniem mocy wyobraźni”, stawiającym liczne „bardzo ważne pytania w odniesieniu do tematu potworności”. Michael Little w „The Polish Review” napisał, że centralnym tematem opowieści było „ważne pytanie: „Co czyni nas tym, kim jesteśmy”? Według Little’a opowieść podejmuje kwestię filozoficzną dotyczącą tego, czy to nasze ludzkie ciała, czy coś innego, stanowi naszą istotę, pytanie, które Dukaj „łączy z ponurą sugestią, że to nie nasze ciała czynią nas ludźmi, ale raczej nasze egocentryzm, interes własny i ambicja”. Katarzyna Zechenter w „Canadian Slavonic Papers” postrzegała dzieło jako „rozbiór koncepcji bohatera narodowego na przestrzeni wielu światów”. Michael Froggatt w „Slavonica” zauważył, że opis czarów w terminologii programowania komputerowego przypomina trzecie prawo Clarke’a Rachel S. Cordasco w swojej książce o tłumaczeniach fantastyki napisała, że opowieść była eksploracją „koncepcji potworności” w niezwykłym, fantastycznym wszechświecie.

## Adaptacja
Tomasz Bagiński, wkrótce po premierze Katedry w 2002, zapowiedział adaptację kolejnego opowiadania Dukaja, którym miał być właśnie "Ruch generała", jednak projekt ten (rozważany także w formacie pełnometrażowym, obok "Szkoły") nie doszedł do skutku, poza pracami nad scenariuszem (które w 2004 były "zaawansowane").

## Tłumaczenia
W 2010 opowiadanie zostało przetłumaczone przez Michaela Kandela na j. angielski ("The Iron General", w A Polish Book of Monsters: Five Dark tales from Contemporary Poland).